# Żerielewo
Żerielewo (ros. Жерелево) – wieś (sieło) w Rosji, w obwodzie kałuskim, w rejonie kujbyszewskim. W 2021 liczyła 129 mieszkańców.